# NGC 1646
NGC 1646 je galaksija u zviježđu Eridanu.

## Vanjske poveznice
- SEDS: NGC 1646